# Велета
Велета (исп. Pico Veleta) — горная вершина на юге Испании, на территории провинции Гранада в Андалусии. Является частью горного массива Сьерра-Невада. Одна из самых высоких точек всего Иберийского полуострова.
Высота — 3396 м над уровнем моря.

## Этимология
Считается, что название пика Велета происходит от арабского слова balata, что означает «разрезать» и явно указывает на глубокие ущелья с крутыми стенками, очерчивающие гору с северной, восточной и южной сторон.

## Географическое описание
Пик выступает водоразделом для рек и ручьёв Сьерра-Невады. Осадки, выпадающие на северо-восточных и западных склонах в конечном счёте попадают в Атлантический океан, а на юго-восточных — в Средиземное море.
Пик Велета имеет достаточно характерный и запоминающийся силуэт в форме паруса, особенно, если смотреть на неё со стороны Гранады. Нора является одной из самых фотографируемых вершин в мире, поскольку её контуры создают зрительный фон при взгляде на Альгамбру, архитектурно-парковый ансамбль, расположенный на холмистой террасе в восточной части города Гранада.
У северного подножья пика Велета расположен район вечной мерзлоты с древним льдом, возраст которого датируется последним ледниковым периодом — около 13 тыс. лет назад. В то время Сьерра-Невада была покрыта ледником, который полностью растаял к началу XX века. На северной стороне горы остались снежные поля больших размеров, которые практически не тают. Единственный зафиксированный случай произошёл в 1995 году, когда во время жаркого лета обнажились горные породы. Многолетний снежный покров также можно встретить на юго-восточном склоне, хотя они имеют гораздо меньшие размеры. На западном склоне, который виден из города Гранада, снег обычно полностью тает в летние месяцы.

## Туризм и инфраструктура

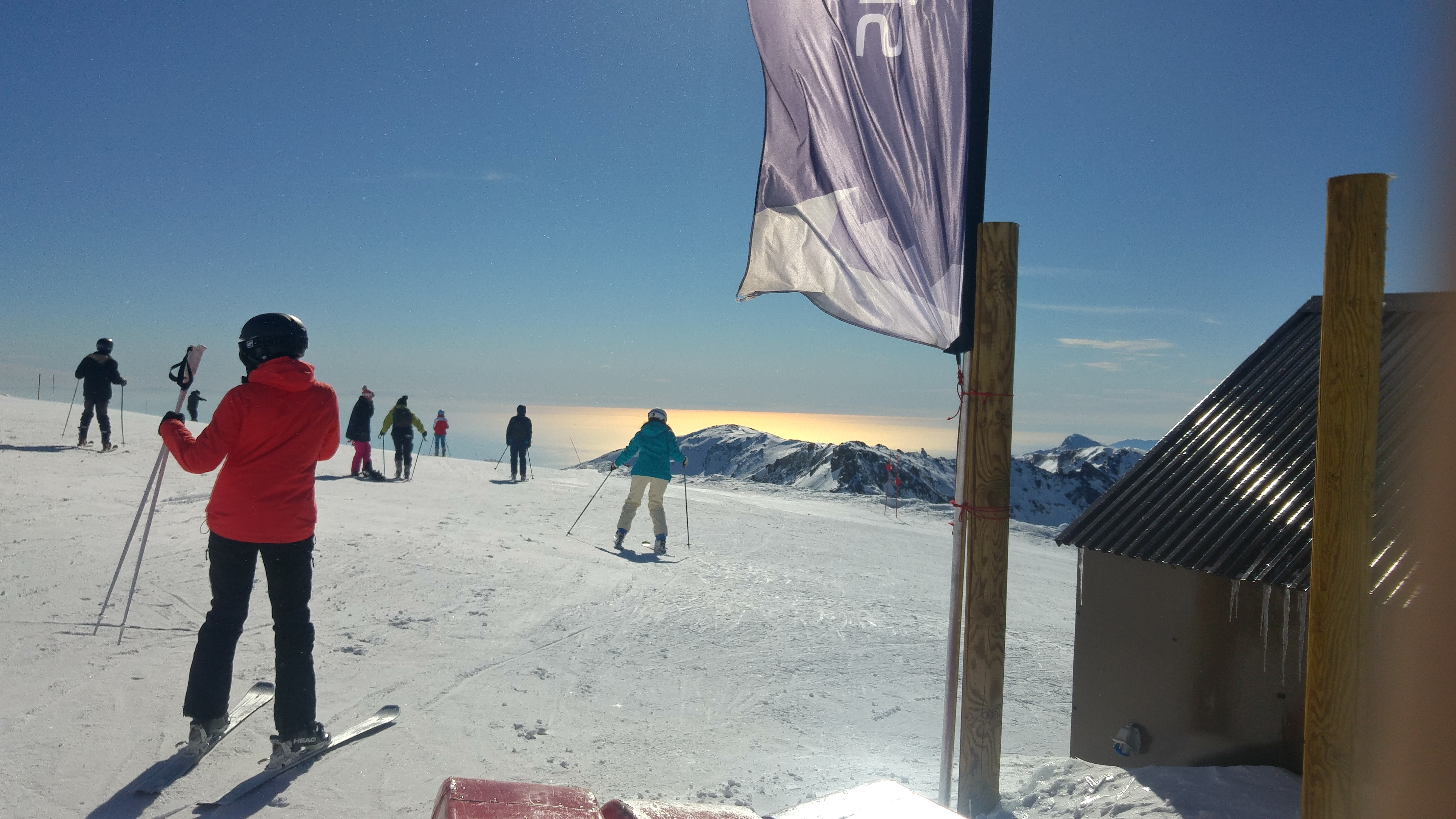
Один из горнолыжных склонов на пике Велета

Гора находится на территории национального парка Сьерра-Невада.
На склонах вершины находятся обсерватория с мощным радиотелескопом IRAM Pico Veleta и горнолыжный курорт Сьерра-Невада, который начинается в населенном пункте Прадольяно на высоте 2100 метров и заканчивается около самого пика Велета.
Все склоны здесь имеют красный уровень и подходят только для опытных лыжников. Исключение — склон Tajos de la Virgen с чёрным уровнем сложности. В районе вершины развиты такие виды спорта как экстремальные и беговые лыжи; треккинг в летние месяцы, альпинизм и скалолазание. На высоте 3215 м есть убежище-бивуак, вмещающее 18 человек. Оно построено в 1994 году и задумано для помощи туристов, совершающих восхождение на пик. Склоны также оборудованы горнолыжными подъёмниками.
Ближе к самой вершине, практически нависая над стенкой юго-восточной стороны, находится обсерватория для научных экспериментов, принадлежащая Гранадскому университету
Рядом с пиком с 1966 по 1999 годы находился самый высокий горный перевал в Европе на высоте 3367 м, на который можно было заехать на автомобиле. Но с 1999 года, учитывая очевидное ухудшение окружающей среды, которое повлекло за собой использование перевала для автомобильного транспорта, последние 13 километров от высоты 2500 м над уровнем моря до точки Ойя-дель-Портильо люди могут передвигаться только на транспортных средствах, которые ранее согласованы администрацией природной зоной Сьерра-Невада. Чтобы облегчить доступ туристов в период с июня по октябрь к вершине, в зависимости от погодных условий каждого сезона, здесь оборудуется организованная доставка людей микроавтобусами вместе с проводниками.